# Kino Varšava

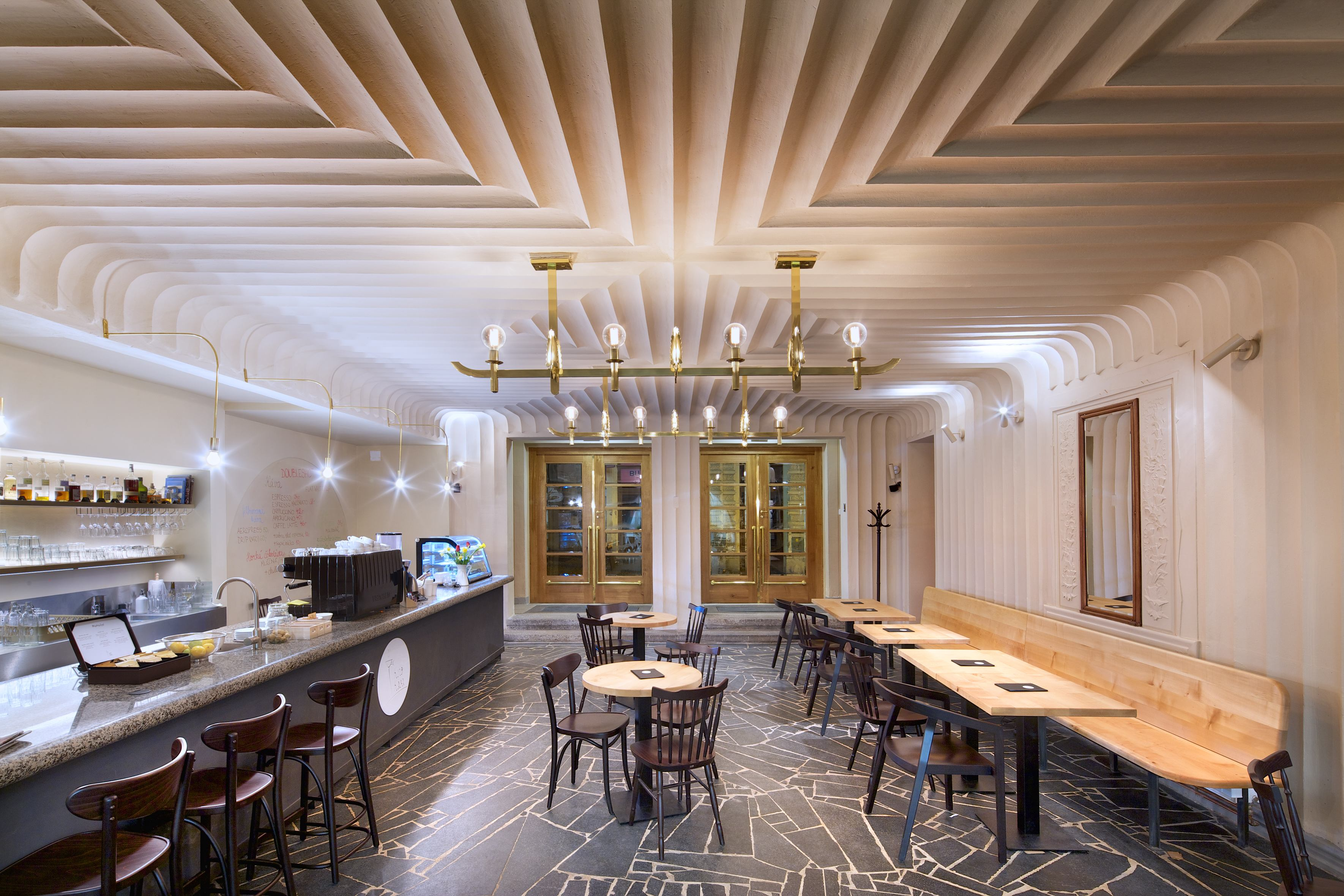
Foyer Kina Varšava

Kino Varšava je nejstarší kamenné kino v Liberci.
Objek kina s autogarážemi je na parcele mezi Mariánskou a Frýdlantskou ulicí. Budovu navrhli v roce 1922 liberečtí němečtí architekti Effenberger a Noppes ve stylu art deco. Původní název byl Städtische Lichtspiele Reichenberg (německý název pro Liberec). Za 2. světové války bylo kino přejmenováno na "Kino Kapitol". Po druhé světové válce se jmenovalo chvíli "Mír" a v 60. letech 20. století dostalo kino jméno "Varšava", které si ponechalo. V 60. letech 20. století došlo v kině Varšava rovněž k přestavbě sálu na širokoúhlé promítání, ze stavebního a estetického hlediska ale došlo k degradaci budovy, důmyslné větrací průduchy byly zazděny, na podlahu sálu bylo položeno PVC.
Pravidelné promítání v Kině Varšava skončilo v roce 2008, kdy město Liberec přestalo chod zařízení finančně podporovat a chystalo se budovu prodat. Proti tomuto záměru se spontánně zformovala skupina lidí, která založila v roce 2012 spolek Zachraňme kino Varšava, jejímiž zakládajícími členy byli Petr Hubáček, Zuzana Koňasová, Ondřej Pleštil, Vlastislav Trubač a Jiří Žid. Spolek si budovu pronajal a začal jí provozovat pro kulturní účely. V budově se v té době netopilo, dřevěné části byly napadeny dřevomorkou domácí a veškeré sítě technické infrastruktury byly v havarijním stavu.
V roce 2015 se za přispění Statutárního města Liberec, Libereckého kraje, sponzorských darů od lokálních firem, a nasazení dobrovolníků podařilo opravit foyer Kina Varšava a otevřít zde kavárnu. Rekonstrukce foyer vzbudila pozornost veřejnosti a byla oceněna Grand Prix Obce architektů za rok 2015 v kategorii architektonický design, drobná architektura a výtvarné dílo v architektuře.[zdroj?]
Spolek Zachraňme kino Varšava provozuje v budově od roku 2012 kulturní činnost. Připravuje plány pro rekonstrukci celé budovy Kina Varšava.
Od roku 2023 je kino s autogarážemi zapsané jako kulturní památka v Ústředním seznamu nemovitých kulturních památek České republiky.